# Patrick Groulx
 (mars 2019).
Patrick Groulx (né le 28 mai 1974 à Ottawa) est un humoriste, animateur de radio et musicien canadien d'origine franco-ontarienne. Il a notamment animé les émissions de télévision Le Groulx Luxe et Jobs de bras.

## Biographie

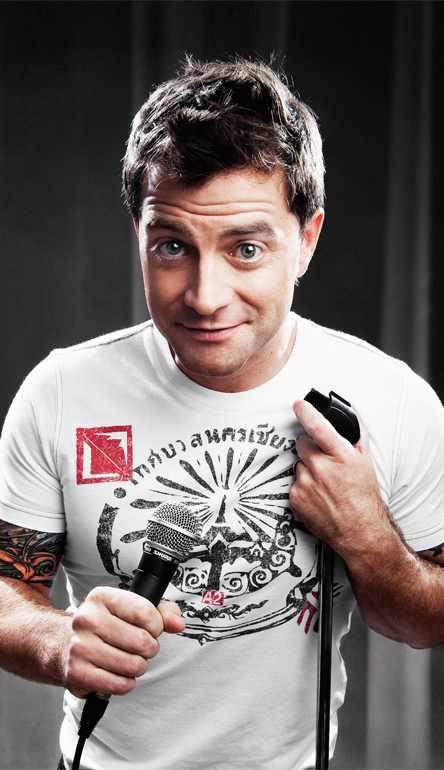
Patrick Groulx en 2009.

### Début et premier one-man-show
En 1993, il rejoint le groupe Les 4-Alogues, qu'il suivra jusqu'en 1997.
En 1994, il participe à 25 spectacles de l'ÉlectroShow avec Production Jeune pour rire
En 1995, il joint la ligue d'improvisation montréalaise Limonade
En 2000, il présente Zone interdite III, 19 représentations (Production Juste pour Rire)
En 2002, il prend part à une centaine de spectacles (Fais pas le fou).
En février 2003, il présente son premier one-man-show, intitulé Patrick Groulx. Il en fera environ 300 représentations devant quelque 130 000 spectateurs,
Patrick Groulx anime en 2025 une nouvelle émission intitulée Chantier rescapé dans laquelle il viendra à la rescousse de rénovateurs amateurs ayant été contraints pour différentes raisons de mettre sur pause leur chantier et de repousser leurs travaux à plus tard. Le tout sera diffusé sur la chaîne CASA.

### Patrick Groulx et Les Bas Blancs
Patrick Groulx parvient également  à se distinguer dans d’autres sentiers que ceux de l’humour. Ces sentiers sont ceux de la musique alors qu’il explore en tant que musicien, auteur, compositeur, interprète avec la formation Pat Groulx et les Bas Blancs.[Interprétation personnelle ?]
Mariant l’humour et la musique, grandes passions de l’humoriste, le concept de ce 2e spectacle (2007) a su séduire les fans de Patrick Groulx. Après une première partie de stand-up d'une durée de 2 h à travers laquelle il amusera le public avec ses réflexions sur ce que nous sommes tous prêts à faire pour être aimés et être reconnus, il nous reviendra dans une deuxième portion de spectacle tout en musique en compagnie de ses musiciens, les Bas blancs. En plus de réserver quelques surprises, Patrick y livrera une interprétation inspirée de plusieurs succès de l’album Pat Groulx et les Bas Blancs.[Interprétation personnelle ?]

### Job: humoriste
Avec Job : humoriste (2010), Patrick a souhaité offrir à son public un spectacle épuré et personnel, dans la plus pure tradition du stand-up. Il y aborde des sujets qui le touchent quotidiennement : ses remises en question sur les avancées technologiques, ses expériences inoubliables dans les chambres d’hôtels en tournée, les forums de discussions sur internet qui ne sont pas toujours de bons conseils, ou encore la toute simple question du bonheur; chacun saura se reconnaître dans ses réflexions. La tournée prend fin en février 2014, après plus de 200 représentations.[Interprétation personnelle ?]

### Groulx
Quatrième spectacle solo de Patrick Groulx lancé le 5 février 2019 au Club Soda à Montréal. Avec ce spectacle, Patrick Groulx renoue avec le côté brut et authentique de son métier de stand-up. Il y aborde plusieurs sujets, notamment ses enfants et sa séparation, sa propension à se retrouver à la mauvaise place au mauvais moment, notre grand besoin de l'approbation des autres, avec, en filigrane, un thème récurrent : le bonheur.[Interprétation personnelle ?]

### Autres
2009 : Tournée Quand le Country dit Bonjour 2009 : Spectacles avec les Porn Flakes
2011 : Donne quelques spectacles à Paris, au Théâtre Le Point-Virgule
2014 : Il présente son spectacle Pat Groulx et les Bas Blancs sur la grande scène extérieure de la Place des festivals, à Montréal, dans le cadre du Festival Juste pour rire
2017 : Il présente une courte tournée de rodage – Patrick Groulx et ses p'tits pas fins – en compagnie de trois humoristes de la relève : Sam Breton, Maude Landry et Matthieu Pepper

## Carrière

### One man show
- 2003 : Patrick Groulx
- 2007 : Patrick Groulx et Les Bas Blancs
- 2010 : Job : humoriste
- 2019 : Groulx

### Télévision
- 1995 : Radio Enfer : Julien Picard saison 1, épisode 4
- 2002 : Drôle de VJ : Animateur
- 2003 : Fun Noir et Cie : Chroniqueur
- 2003 : Spraynet, Spandex et Samantha Fox : Animateur
- 2003-2004 : Le Groulx Luxe c'est n'importe quoi : Animateur
- 2004 : V.I.P. (Vedettes Importantes ou Paspantoute) : Chroniqueur
- 2004-2005 : KARV, l'anti-gala : Animateur
- 2008-2017 : Jobs de bras : Animateur
- 2012 : Les Touristes : Animateur[5],
- 2012-2016 : JAM : Animateur
- 2012 : Envoyé spécial de Star Académie.[6]
- 2013 :   : Les Pêcheurs:  1 épisode – rôle : lui-même (SRC)
- 2014 : Animateur de Juste pour rire en direct - 22 émissions (TVA)
- 2015 : Animateur de Juste pour rire de Longueuil (TVA)
- 2015 : Animateur de Juste pour rire en direct - (TVA)
- 2016 : Concepteur et animateur de l'émission Dans ma tête (TVA)[7]
- 2016 : Animateur de Juste pour rire de Gatineau (TVA)
- 2019 : Maitre du chantier : Animateur
- 2020 : Coups de cochon : Animateur

### Film
- 2007 : Dans une galaxie près de chez vous 2 Un messager

### Radio
- 1999-2000 : Le retour (C.K.T.F. 104,1 fm) : Animateur
- 2000 : Les méchants matins du monde (CKTF-FM) : Animateur
- 2005-2001 : C't'encore drôle (CKMF-FM)
- 2005 : Yé trop d'bonne heure (CKOI 96,9 fm) : Animateur
- mars 2005 : Fun Radio (CKOI 96,9 fm) : Collaborateur invité
- été 2005 : Les midis Top au boutte… live! (CKOI 96,9 fm) : Animateur
- 2005-2006 : Après-midis Top au boutte… live! (CKOI 96,9 fm) : Animateur
- 2013-2014 : Rouge café à (Rouge fm) : Animateur
- été 2018 : Le retour des Fantastiques à (Rouge fm) : Animateur
- 2022 : Le fun est dans le retour à (CKOI 96,9 fm) : Animateur
- 2023 : Ça rentre au poste (Énergie, 94.3 FM) : Animateur

### Vidéoclip
- 2006: Maryse

### Publicités
- 2007 : Coca-Cola zero (Personnification animée)
- 2007-2012 : Voix officielle des publicités Coors Light

### Animation et événements spéciaux
- 1999-2001 : Animateur La Turlutte
- 2001-2002 : Animateur Box Office Drummondville
- 2002 : Animateur Chez Maurice St-Lazare
- 2002 : Juste pour Rire
- 2002 : 2 galas Grand Rire Bleue
- 2002 : Cabaret de l'humour
- 2002 : Interprétation de l'hymne National au Centre Bell
- 2003 : Animateur Festival Grand Rire Bleue - Drôle de Jam
- 2003 : Animateur de Francos en délire au Métropolis dans le cadre des FrancoFolies de Montréal
- 2004 : Coanimateur du spectacle de la Saint-Jean-Baptiste sur les plaines d'Abraham avec Louis-José Houde
- 2004 : Participation au spectacle 18 ans c'est majeur au Centre Bell pour souligner les 18 ans de Musique Plus
- 2005 : Participe au Gala Juste pour rire animé par Patrick Huard et à celui animé par Louis-José Houde
- 2006 : Participe au Gala de François Léveillé au Grand Rire de Québec
- 2007 : Animation d'un Gala au Grand Rire de Québec
- 2007-2014 - Animateur du Gros Show au bénéfice d’Entraide grands brûlés[8]
- 2008 : Coanimation d'un gala Juste pour rire avec Mike Ward
- 2011 : Participe au Gala Juste pour rire – Éric Salvail
- 2011 : Participe au Gala Juste pour rire – Jean-François Mercier
- 2012 : Participe à Juste pour rire… Saguenay
- 2012-2015 : Participe aux FrancoFolies de Montréal avec les participants de l’émission Jam
- 2013 : Participe à deux galas Humour aveugle

## Récompenses et nominations

### Récompenses
- 2003 : Gagnant de l'Olivier "découverte de l'année"
- 2004 : Billet argent (25 000 billets vendus) pour le spectacle « Patrick Groulx »
- 2004 : Billet OR (50 000 billets vendus) pour le spectacle « Patrick Groulx »
- 2004 : Gagnant de l’Olivier Performance scénique pour son One man show
- 2005 : Gagnant du trophée KARV - Beaucoup, passionnément, à la folie: la vedette québécoise de la télé que vous aimez le plus.
- 2005 : Billet Platine (130 000 billets vendus) pour le spectacle Patrick Groulx
- 2005 : Certifié DVD Platine - 17 000 copies vendues Coffret du Groulx luxe c’est n’importe quoi!
- 2006 : Certifié DVD Platine - 15 000 copies vendues Patrick Groulx à la Place des Arts
- 2007 : 3e position au Choix du Québec Énergie 2007 après Eric Lapointe et Kaïn avec la chanson Sylvie-Anne
- 2007 : Billet argent 25 000 billets vendus - Pat Groulx et les bas blancs
- 2009 : Billet or 50 000 billets vendus - Pat Groulx et les Bas Blancs
- 2010 : Gagnant du Félix pour Album de l'année - Country - Pat Groulx et les Bas Blancs
- 2012 : Billet or pour Job : humoriste

### Nominations
- 2004 : Nomination pour un Gémeaux, Meilleure animation jeunesse - KARV L’ANTI GALA
- 2004 : Nomination pour l'Olivier "Auteur(e)s de l'année"
- 2004 : Nomination pour l'Olivier "Numéro de l'année"
- 2004 : Nomination pour l'Olivier "Spectacle d'humour de l'année"
- 2004 : Nomination pour l'Olivier "Metteur en scène de l'année" (Joseph Saint-Gelais)
- 2004 : Nomination pour un Gémeaux, Meilleure série humoristique - Le Groulx Luxe c’est n’importe quoi
- 2005 : Nomination pour l'Olivier "Spectacle d'humour le plus populaire"
- 2005 : Nominations - 5 catégories pour KARV L’Anti-Gala à Vrak.TV

1. Beaucoup, passionnément, à la folie : la vedette québécoise de la télé que vous aimez le plus.
2. Vous pissez dans vos culottes quand vous le voyez ou l’artiste le plus drôle.
3. La personnalité québécoise qui a le look le plus cool.
4. La personnalité québécoise à qui vous feriez confiance pour devenir premier ministre du Québec.
5. L’artiste québécois que vous voudriez comme père.

- 2006 : Nomination pour l'Olivier Spectacle d'humour le plus populaire.
- 2006 : Nomination pour l'Olivier de l'année.
- 2006 : Nomination Gala les Olivier - DVD d'humour de l'année - Le Groulx luxe c'est n'importe quoi
- 2006 : Nominations - 3 catégories pour KARV L’Anti-Gala à Vrak TV.

1. Vous pissez dans vos culottes quand vous le voyez ou l’artiste le plus drôle.
2. La personnalité québécoise à qui vous feriez confiance pour devenir premier ministre du Québec
3. L’artiste québécois que vous voudriez comme père.

- 2007 : Nomination Gala Les Olivier - DVD d'humour de l'année - Patrick Groulx à la Place des Arts
- 2008 : Nomination Gala Les Olivier - Jeu et Performance (spectacle Pat Groulx et les Bas Blancs)
- 2008 : Nomination Gala Les Olivier - Auteur (spectacle Pat Groulx et les Bas Blancs)
- 2008 : Nomination Gala Les Olivier - Spectacle d'humour
- 2008 : Nomination Gala ADISQ - site Internet de l'année (www.patrickgroulx.com)
- 2009 : Nomination Gala Les Olivier - Spectacle d'humour le plus populaire
- 2011 : Nomination Gala Les Olivier - Spectacle de l'année pour Job : Humoriste
- 2012 : Nomination au Gala des prix Gémeaux dans la catégorie « Meilleure animation magazine de services, culturel » pour l'animation de l'émission Jobs de bras

## Discographie

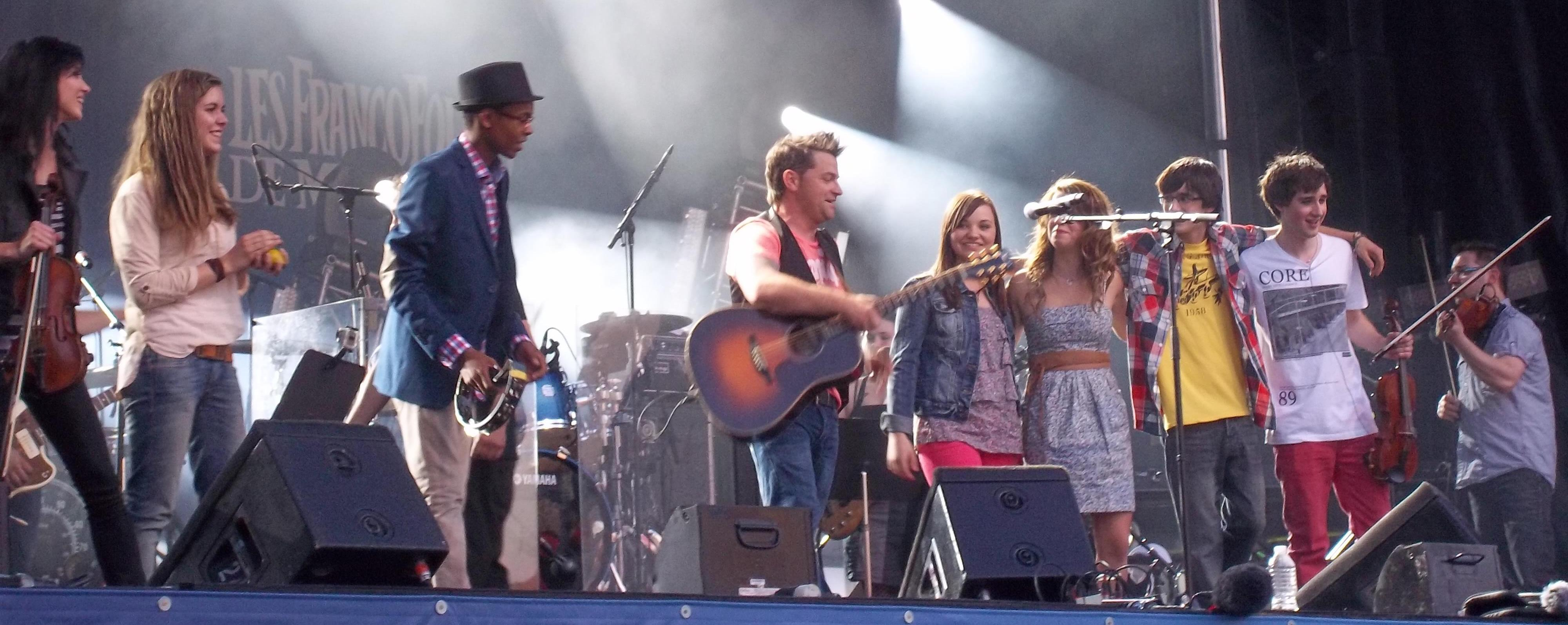
Patrick Groulx présente Jam, la relève musicale franco-ontarienne, aux FrancoFolies de Montréal, le 10 juin 2012.

- 2000 : La Turlutte, Les Productions Grolux
- 2002 : Pousse pas ta Luck, Productions Disque Doubles
- 2005 : Coffret triple DVD Le Groulx Luxe, c’est n’importe quoi
- 2006 : Pat Groulx et les Bas blancs, Phaneuf Musique

1. Prélude
2. De bonne humeur
3. La gang
4. J'aimerais donc ça
5. Mais j't'aime
6. La petite boîte en carton
7. L'araignée
8. L'envoyé (le pigeon)
9. Maryse
10. Sylvie-Anne
11. Pôpa
12. Ti-Joe
13. Les nuages
14. Rien

- 2006 : "On The Road" Pat Groulx DVD Documentaire
- 2006 : Patrick Groulx à la Place des Arts
- 2007 : Collaboration - Quand le Country dit bonjour (volume 2). Il interprète "Les cowboys du Québec"
- 2009 : Collaboration - Génération Passe-Partout. il interprète « Laisser sa trace » avec les Bas Blancs
- 2009 : Pat Groulx et les Bas Blancs La Suite (Phaneuf Musique)

1. Le Balcon
2. Country Mémé
3. La Petite Madame
4. La Maison
5. Roberto
6. J'me sens bien
7. Tout Défaire
8. Les Petits Souliers Vernis
9. Le Temps Est Une Maladie
10. Notre Sort
11. L'oublié
12. The Lonesome Man

- 2014 : Job : humoriste

## Implication sociale
- 2004 : Marche avec Le Groulx Luxe c’est n’importe quoi de Montréal à Québec en 7 jours. Il amassera 20 000 $ pour Opération enfant soleil[9],[10].
- 2005 : Porte-parole pour Opération Nez rouge
- 2007-2008 : Porte-parole de la Cité collégiale
- 2007-2016 - Porte-parole et animateur du Gros Show au bénéfice d’Entraide grands brûlés[11]
- 2011 : Participe à la tournée du spectacle Accroche-Cœur de la Fondation Jean-Michel Anctil
- 2013 : Porte-parole de « Rose pour la cause » en collaboration avec le magazine Clin d’œil
- 2013-2018 : Porte-parole de « La course de l’espoir » de l’Académie Lafontaine de Saint-Jérôme